# نیک کی
نیک کی (انگلیسی: Nick Kay؛ زادهٔ ۳ اوت ۱۹۹۲) بازیکن بسکتبال اهل استرالیا است.
وی در مسابقات کشوری و بین‌المللی در مجموع برندهٔ ۲ مدال طلا، ۱ مدال برنز شده‌است.